# Cheba Louisa
Pour plus de détails, voir Fiche technique et Distribution.
Cheba Louisa est une comédie française coécrite et réalisée par Françoise Charpiat, sortie en 2013.

## Synopsis
Djemila (Rachida Brakni), jeune franco-algérienne bien intégrée dans la société française, a un bon emploi dans une compagnie d'assurances. Amoureuse de Fred (Stanley Weber), son collègue de bureau qui n'est pas arabe, elle est par ailleurs promise à Ahmed (Mhamed Arezki), un Algérien de son quartier par un mariage forcé que lui impose sa famille dans un délai très bref. Fred, qui ignore cette future union forcée, tient à rencontrer sa future belle famille algérienne, en se montrant même prêt à la circoncision pour obtenir le mariage. Tiraillée entre les deux traditions, elle ment aux uns et aux autres par manque de courage et pour ne blesser personne.
Djemila emménage dans un appartement pour prendre son indépendance, en essayant de vivre sa vie « loin » de l'oppression familiale. Elle rencontre Emma (Isabelle Carré), sa voisine de palier, caissière dans un supermarché, en difficulté financière qui élève seule ses deux enfants : Zoé et Anatole. Les premiers contacts, froids et méprisants, font vite place à une grande amitié, grâce à l'attachement que Djemila porte aux enfants d'Emma. 
Djemila vient au secours d'Emma lorsqu'elle a un besoin urgent d'argent pour ses enfants, et Emma va convaincre Djemila de gagner une vraie indépendance par rapport à ses racines en l'incitant à se lancer comme chanteuse dans un cabaret de tradition arabe. En effet, douée pour la musique à l'instar de sa grand-mère « Cheba Louisa », une célèbre chanteuse traditionnelle algérienne que Djemila admire en chantant ses chansons en cachette, et qui prônait alors dans sa musique la libération de la femme. Elle hésite à se lancer et à prendre les décisions qui risquent de faire scandale par rapport aux strictes traditions algériennes.

## Fiche technique
- Titre : Cheba Louisa
- Réalisation : Françoise Charpiat
- Scénario : Françoise Charpiat et Mariem Hamidat
- Directeur de la photographie : Gérard de Battista
- Ingénieur du son : Alexis Place, Christophe Penchenat, Aymeric Devoldère et Florent Lavallée
- Montage : Marie-Blanche Colonna
- Musique : Rachid Taha, Sathy Ngouane et Axelle Renoir
- Producteur : Anne Derré et Agathe Berman
- Production :  Wild Bunch, Direct Cinéma et Legato Films
- Distribution : Wild Bunch et Elle Driver
- Pays de production :  France
- Genre : comédie
- Durée : 95 minutes (1 h 35)
- Date de sortie :
  - France : 8 mai 2013

## Distribution
- Rachida Brakni : Djemila, franco-algérienne employée d'une compagnie d'assurance / Cheba Louisa
- Isabelle Carré : Emma, mère célibataire, caissière dans un supermarché, voisine de palier de Djemila
- Biyouna : Zohra, mère de Djemila
- Sid Ahmed Agoumi : Tayeb, père de Djemila
- Stanley Weber : Fred, collègue et compagnon de Djemila
- Mhamed Arezki : Ahmed, fiancé de Djemila
- Baya Belal : Nadia, mère d'Ahmed
- Younes Bouab : Yacine, patron du cabaret et du restaurant, ami d'Ahmed
- Agathe de La Boulaye : Émilie, amie d'Emma
- Malonn Lévana : Zoé, fille d'Emma
- Florian Lemaire : Anatole, fils ainé d'Emma
- Anne Loiret : la directrice de l'école
- Marie-Philomène Nga : Gaby, chef de sécurité du supermarché
- Steve Tran : David, un ami d'Ahmed dans la cité
- Lahcen Razzougui : Samir, un ami d'Ahmed dans la cité
- Karim Ait M'Hand : Farouk, frère de Djemila
- Rachid Taha : lui-même

## Production

### Tournage
Le tournage s'est déroulé au Pré-Saint-Gervais, une commune touchant le 20e arrondissement de Paris, de l'autre côté du périphérique, commune où est située l'action principale du film, dans une cité de très proche banlieue.

## Autour du film
- Il s'agit du premier long métrage de la réalisatrice Françoise Charpiat, qui a également coécrit le scénario avec Mariem Hamidat.